# ساردوئیه (فاریاب)
ساردوئیه یا بلوچستانی، روستایی در دهستان هور بخش هور شهرستان فاریاب در استان کرمان ایران است.

## جمعیت
بر پایه سرشماری عمومی نفوس و مسکن در سال ۱۳۹۵، جمعیت این روستا برابر با ۲۳۲ نفر (۶۴ خانوار) بوده‌است.